# Hi Fly Malta
Hi Fly Malta ist eine maltesische Charterfluggesellschaft mit Sitz in Luqa und Basis auf dem Flughafen Malta. Sie ist eine Tochtergesellschaft der portugiesischen Hi Fly.
Größere Bekanntheit erlangte die Fluggesellschaft im Sommer 2018 als erster Folgekunde einer ausgesonderten ehemaligen Linienmaschine vom Typ Airbus A380.

## Geschichte
Das Unternehmen wurde im Jahr 2013 gegründet und erhielt im Juni desselben Jahres ihr erstes Flugzeug, einen Airbus A340-600.
Zwischen 2014 und 2015 gelangten insgesamt vier Airbus A340, die Hi Fly Malta von der britischen Virgin Atlantic gebraucht übernommen hatte, zunächst an die kleine Fluggesellschaft Al-Naser Airlines aus dem Irak und anschließend an Mahan Air aus dem Iran. Auffällig ist, dass die Maschinen bei den beiden übergebenden Fluggesellschaften zwischenzeitlich kaum oder gar nicht im Betrieb gewesen waren. Zum Zeitpunkt des Transfers stand der Iran auf der Sanktionsliste westlicher Staaten, sodass es iranischen Unternehmen nicht möglich war, Flugzeuge westlicher Produktion direkt vom Hersteller zu beziehen.

### Erstbetrieb eines gebrauchten Airbus A380 im Wet Lease
Im August 2017 war bekannt geworden, dass die Muttergesellschaft Hi Fly zwei gebrauchte Airbus A380 übernehmen möchte. Die Maschinen wurden zuvor bei Singapore Airlines genutzt. Als Erstbetreiber dieses Baumusters hatte die Fluggesellschaft 2017 erstmals eine Charge von Flugzeugen dieses Typs aus dem Dienst genommen.
Um Juli 2018 wurde ein A380 schließlich durch Hi Fly Malta übernommen. Hi Fly Malta ist somit der weltweit 14. Betreiber eines A380 und der erste, der dieses Baumuster mit der Übernahme einer Gebrauchtmaschine einführte. Zudem ist die Fluggesellschaft die mit Abstand kleinste, die einen A380 betreibt. Das Flugzeug erhielt eine „Save the Coral Reefs“-Sonderbemalung, wobei die linke Seite türkis, die rechte dunkelblau lackiert ist. Wie alle sonderlackierten Maschinen von Hi Fly und Hi Fly Malta wirbt der A380 für die Mirpuri Foundation, eine durch die Hi-Fly-Eigentümer gegründete Nichtregierungsorganisation, die sich nach eigenen Angaben für den Klima- und Meeresschutz, die Entwicklungszusammenarbeit, Kunstförderung und die medizinische sowie Luft- und Raumforschung engagiert.

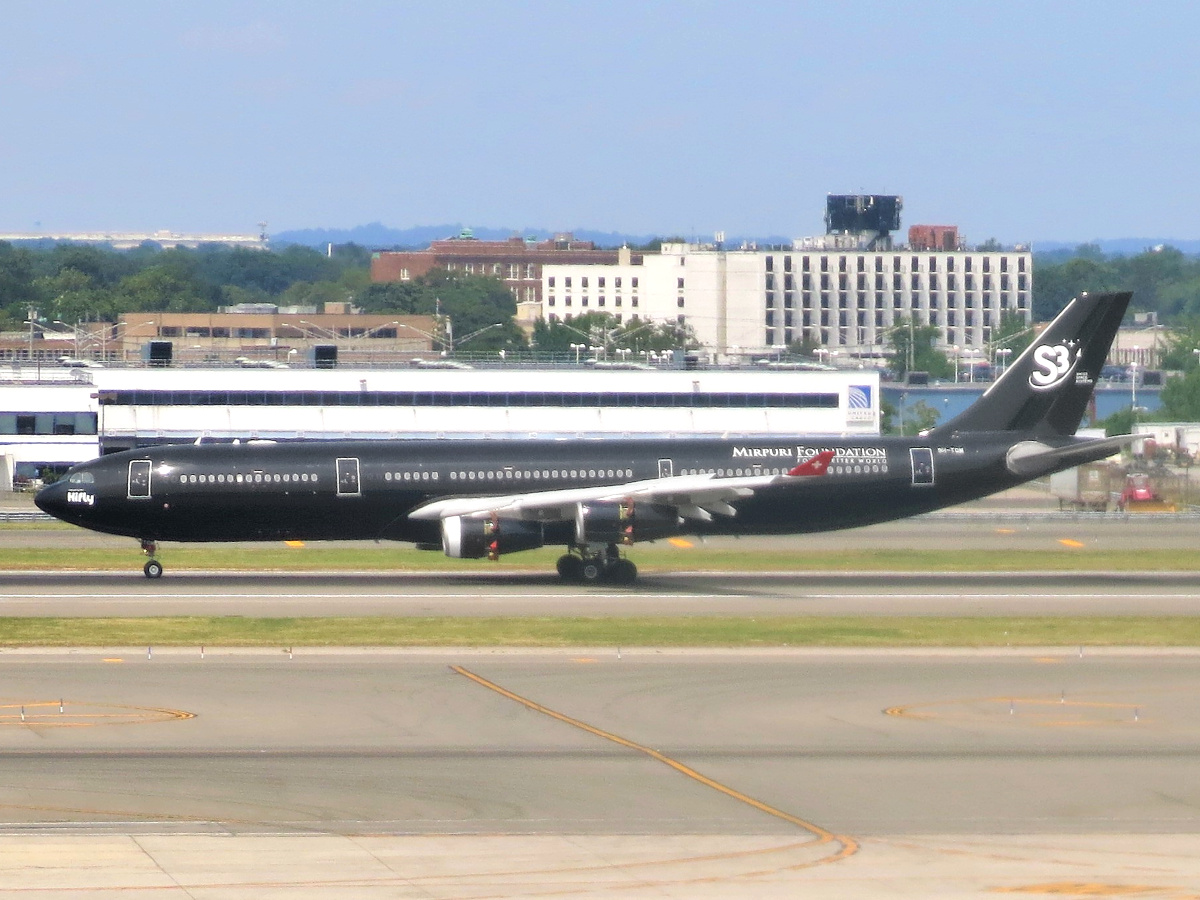
Airbus A340-300 der Hi Fly Malta mit Swiss Space Systems-Sonderbemalung

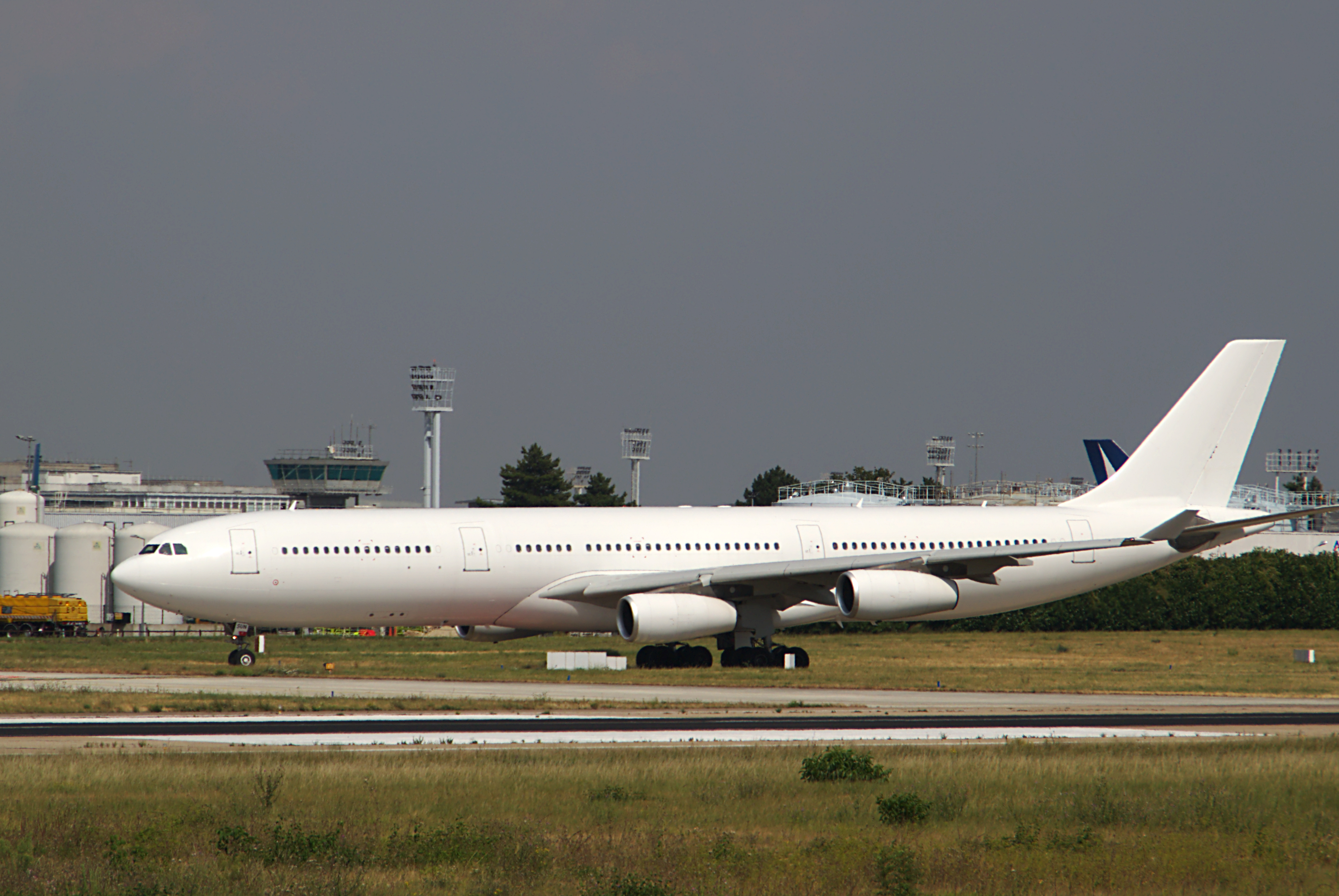
Airbus A340-300 der Hi Fly Malta

Zu Beginn der COVID-19-Pandemie wurde der A380 noch zur Rückführung von Touristen eingesetzt. An den ersten beiden Tagen des Februars 2020 war der A380 von Hi Fly Malta für den Heimtransport von europäischen Staatsbürgern aus der Coronavirusregion Chinas im Einsatz. Der Flug führte von Wuhan (China) nach Istres (Südfrankreich). An Bord des Flugzeuges waren laut Medien rund 282 Passagiere aus mehreren europäischen Ländern. Danach wurde er von Lufthansa Technik zum provisorischen Frachter umgebaut, flog aber kaum noch. Deshalb wurde das Flugzeug mit dem Ende der Leasinglaufzeit am 17. Dezember 2020 ausgemustert. Die Maschine wurde zuerst in Toulouse abgestellt, seit dem 24. Januar 2021 steht sie abgestellt in Abu Dhabi.

### Entwicklung seit 2020
Im Juni 2022 verlor Hi Fly Malta einen wichtigen Wetlease-Kunden und musste ihren Airbus A330-900 an Airhub Airlines abgeben, welcher seit 2019 im Auftrag von Air Senegal betrieben wurde.
Seit Mai 2022 betrieb Hi Fly Malta einen Airbus A319-100 für die virtuelle isländische Fluggesellschaft Niceair und führte damit Flüge ab Akureyri zu verschiedenen europäischen Zielen durch, darunter Kopenhagen. Am 30. März 2023 wurde der Airbus A319 jedoch vom Eigentümer, der irischen Leasinggesellschaft Avolon, am Flughafen Kopenhagen festgesetzt und kurz darauf zum Flughafen Knock ausgeflogen, da Hi Fly Malta die Leasingraten nicht beglichen hatte. Niceair musste daraufhin den Flugbetrieb einstellen.

## Flugziele
Hi Fly Malta führt wie ihr Mutterunternehmen Charterflüge durch und verleast ihre Flugzeuge an andere Fluggesellschaften.

## Flotte

### Aktuelle Flotte

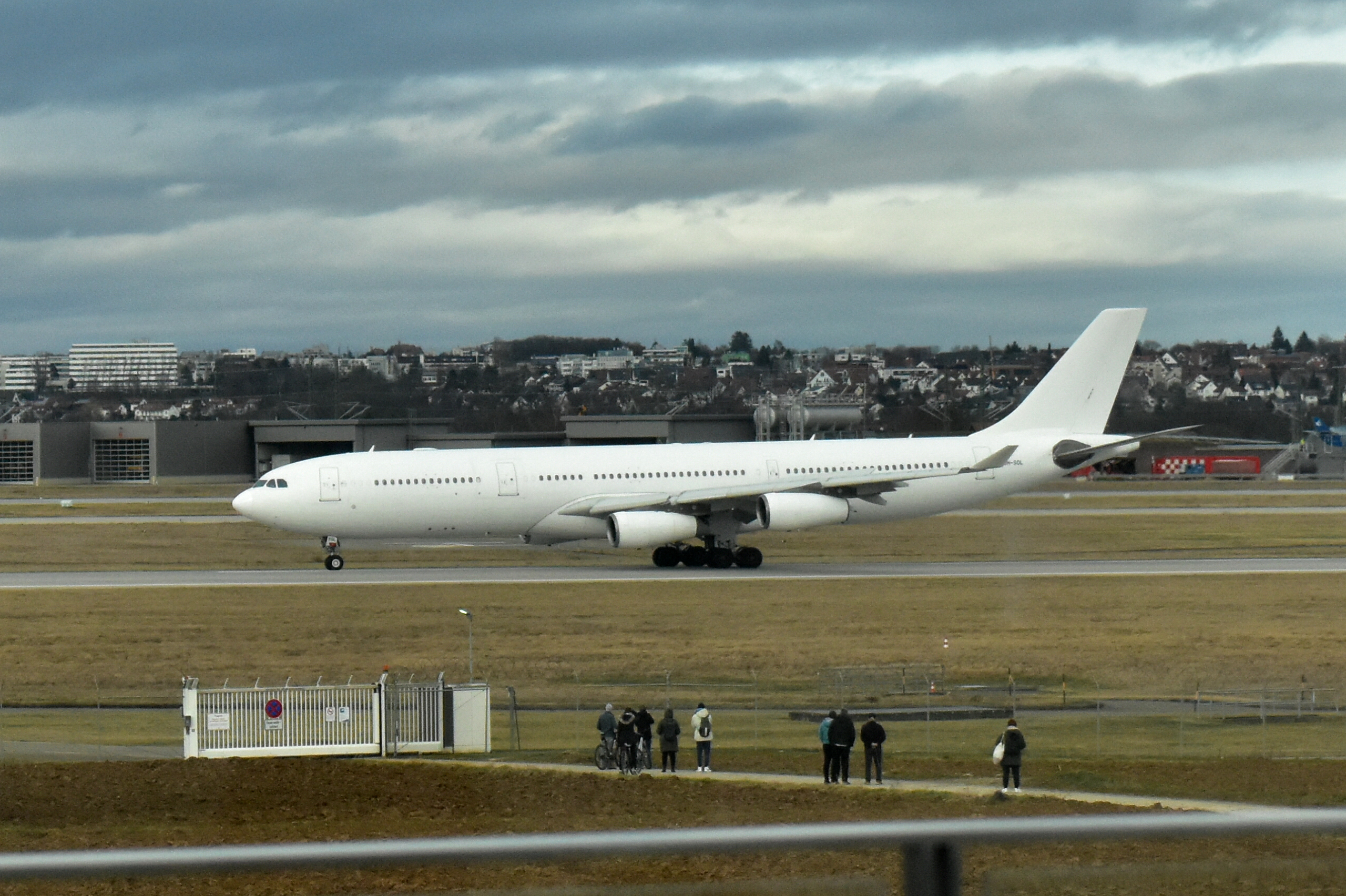
Airbus A340-300 von Hi Fly Malta am Flughafen STR

Mit Stand April 2025 besteht die Flotte der Hi Fly Malta aus 15 Flugzeugen mit einem Durchschnittsalter von 19,0 Jahren:
| Flugzeugtyp     | Anzahl | bestellt | Anmerkungen                                      | Sitzplätze (First/Business/Eco+/Eco)                                                                 | Durchschnittsalter |
| --------------- | ------ | -------- | ------------------------------------------------ | --- | ------------------ |
| Airbus A330-200 | 07     |          | drei inaktiv; einer betrieben für LASER Airlines | 361 (-/-/-/361) 345 (-/-/-/345) 299 (-/24/-/275) 298 (-/31/-/267) 269 (-/18/-/251) 256 (-/20/17/219) | 18,1 Jahre         |
| Airbus A330-300 | 02     |          | einer inaktiv                                    | 313 (-/36/-/277) 249 (-/46/-/203)                                                                    | 13,2 Jahre         |
| Airbus A340-300 | 04     |          | zwei inaktiv                                     | 291 (-/24/-/267) 267 (12/42/-/213) 254 (-/36/-/218)                                                  | 25,5 Jahre         |
| Airbus A380-800 | 02     |          | inaktiv; einer betrieben für Global Airlines     | 506 (8/70/-/428) 471 (12/60/-/399)                                                                   | 15,5 Jahre         |
| Gesamt          | 15     | –        |                                                  | | 19,0 Jahre         |

### Ehemalige Flugzeugtypen
In der Vergangenheit setzte Hi Fly Malta bereits folgende Flugzeugtypen ein:
- Airbus A319-100
- Airbus A321-200
- Airbus A330-900
- Airbus A340-600

## Zwischenfälle
- Am 8. September 2018 stieß der für Air Austral betriebene Airbus A380-800 während eines Schleppvorgangs am Flughafen Charles de Gaulle mit einer Gangway zusammen, wobei ein Triebwerk der Maschine beschädigt wurde. Personen kamen dabei nicht zu Schaden, die Maschine musste jedoch bis auf Weiteres außer Betrieb genommen werden.[13][14]